# Madison megye (Ohio)
Madison megye az Amerikai Egyesült Államokban, azon belül Ohio államban található. Megyeszékhelye és legnagyobb városa London. Lakosainak száma 43 824 fő (2020. április 1.). Madison megye Union, Fayette, Franklin, Pickaway, Greene, Clark és Champaign megyékkel határos.

## Népesség
A megye népességének változása:
| Lakosok száma | 43 419 | 43 075 | 42 982 | 43 277 | 44 094 | 43 824 |
|               | 2010   | 2011   | 2012   | 2013   | 2015   | 2020   |